# イブラヒム・タンコ
イブラヒム・タンコ（英: Ibrahim Tanko、1977年7月25日 - ）は、ガーナ・クマシ出身の元サッカー選手、サッカー指導者。

## 経歴
1994年、17歳でドイツへ渡りボルシア・ドルトムントへ入団。9月24日のVfBシュトゥットガルト戦でブンデスリーガ初出場。これはヌリ・シャヒン、ラース・リッケンに次ぐクラブ史上3番目に若い出場記録である。入団1年目で14試合に出場し1ゴールを記録。リーグ優勝獲得に貢献した。
ドルトムントには6年半在籍し、その間クラブはUEFAチャンピオンズリーグ優勝などいくつものタイトルを獲得したが、タンコ自身は度重なる負傷やトラブルなどで定位置をつかむことが出来なかった。1998年頃からは下部リーグに所属するリザーブチームでの出場が目立つようになり、2000年にはシーズン途中に大麻吸引疑惑が持ち上がり、本人もそれを認めたことからクラブから解雇された。
2001年1月SCフライブルクへ移籍。移籍後4戦目にはゴールを挙げるなど上々の滑り出しだったが、膝を故障し戦線離脱。クラブも2部へ降格した。フライブルクでは先発出場の機会も増え、2005年/2006年シーズンには自己最多の27試合に出場したが、翌年は1試合の出場に終わり、30歳で現役を引退した。
現役引退後、2007年からドイツ4部リーグに所属するフライブルクII（リザーブチーム）のアシスタントコーチに就任した。2009年、トップチームの監督を務めていたフォルカー・フィンケが浦和レッドダイヤモンズの監督に就任したことに伴い、カルステン・ナイチェルとともに同クラブのコーチに就任した。
2010年、フィンケとともにコーチを退任した。

## タイトル

### 選手時代
ボルシア・ドルトムント
- ブンデスリーガ：2回（1994-95、1995-96）
- UEFAチャンピオンズリーグ：1回（1996-97）